# Команда перехода
Кома́нда перехо́да — команда процессора, которая нарушает непрерывную последовательность исполнения команд, вынуждая выбирать и исполнять последующие команды с произвольно заданного адреса. Используется для организации условных операторов, циклов, для связи с подпрограммами. Исполнение команды перехода в современных микропроцессорах чревато потерями производительности из-за простоев конвейера.
Если счётчик команд программно доступен в качестве регистра-приёмника результатов операций, любая команда модификации счётчика команд будет служить командой перехода.
Организация цикла задержки в процессоре ARM:
```
        
MOV
 
R0
,
 
#0
x10000

 
delay:

        
SUBS
 
R0
,
 
R0
,
 
#1

        
BNE
 
delay

```

Переход по вычисляемому адресу в процессоре ARM:
```
        
MOV
 
PC
,
 
R0

```

## Условный переход
Условный переход — команда программируемому вычислительному устройству на изменение порядка выполнения программы в соответствии с результатом проверки некоторого условия.
Наиболее часто условный переход имеет две стадии: на первой происходит сравнение между собой некоторых величин, определяющих условие перехода, на второй выполняется сам переход.
Необходимость корректной обработки условных переходов накладывает серьёзный отпечаток на логику работы современных конвейерных процессоров. Условные переходы могут выполняться двумя способами. Выполняемые условные переходы меняют значение счётчика команд процессора на вычисленное значение адреса перехода. Невыполняемые — прибавляют к значению счётчика команд число, равное длине текущей команды в байтах, для перехода к выполнению следующей команды. Неправильное определение типа условного перехода может приводить к возникновению существенных задержек в работе конвейера и, соответственно, к большой потере производительности компьютера.
```
#include
 
<iostream>

int
 
main
()

{

    
int
 
i
;

    
std
::
cout
<<
"Введите целое число"
<<
std
::
endl
;

    
std
::
cin
>>
i
;

    
std
::
cout
<<
"Вы ввели "
;

    
if
 
(
i
 
>=
 
0
)
 
{
 
// Проверка условия

        
// Действия производимые, если условие выполнено

        
std
::
cout
<<
"положительное "
;

    
}

    
else
 
{

        
// Действия производимые, если условие не выполнено

        
std
::
cout
<<
"отрицательное "
;

    
}

    
std
::
cout
<<
"число"
<<
std
::
endl
;

    
return
 
0
;

}

```